# Pia Larsen
Pia Therese Larsen (født 22. oktober 1956 i Næstved) er CSR rådgiver og privat patientrådgiver, og var medlem af Folketinget for Venstre fra 1989 til 2007. Hun genopstillede ikke ved folketingsvalget 2007.
Pia Larsens har haft en række tillidsposter:
Formand for Venstres Ligestillingsudvalg i Østre Storkreds (1987-1989)
Næstformand for Venstre i Østbanekredsen (1987-1988)
Medlem af forretningsudvalget i Østre Storkreds (1988-1989)
Ordfører for erhverspolitik (1990-2001)
Medlem af Ledøje-Smørum Byråd (1993-2001)
Offentlig repræsentant i Midtbank's bestyrelse (1995-2002)
Ordfører for udviklingspolitik (2001-2007)
Formand for den danske delegation til Inter-Parliamentary Union (2001-2007).